# Pineta di Ravenna
La pineta di Ravenna è un grande bosco planiziale che si estende a nord e a sud del Canale Candiano (il canale artificiale che unisce Ravenna al mare Adriatico). È un'area protetta, inserita nel parco regionale del Delta del Po.

## Storia

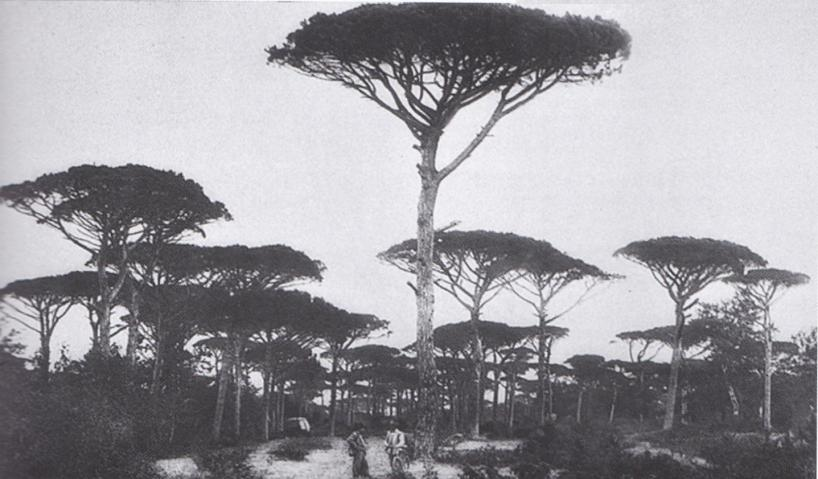
Pineta di Classe a fine Ottocento

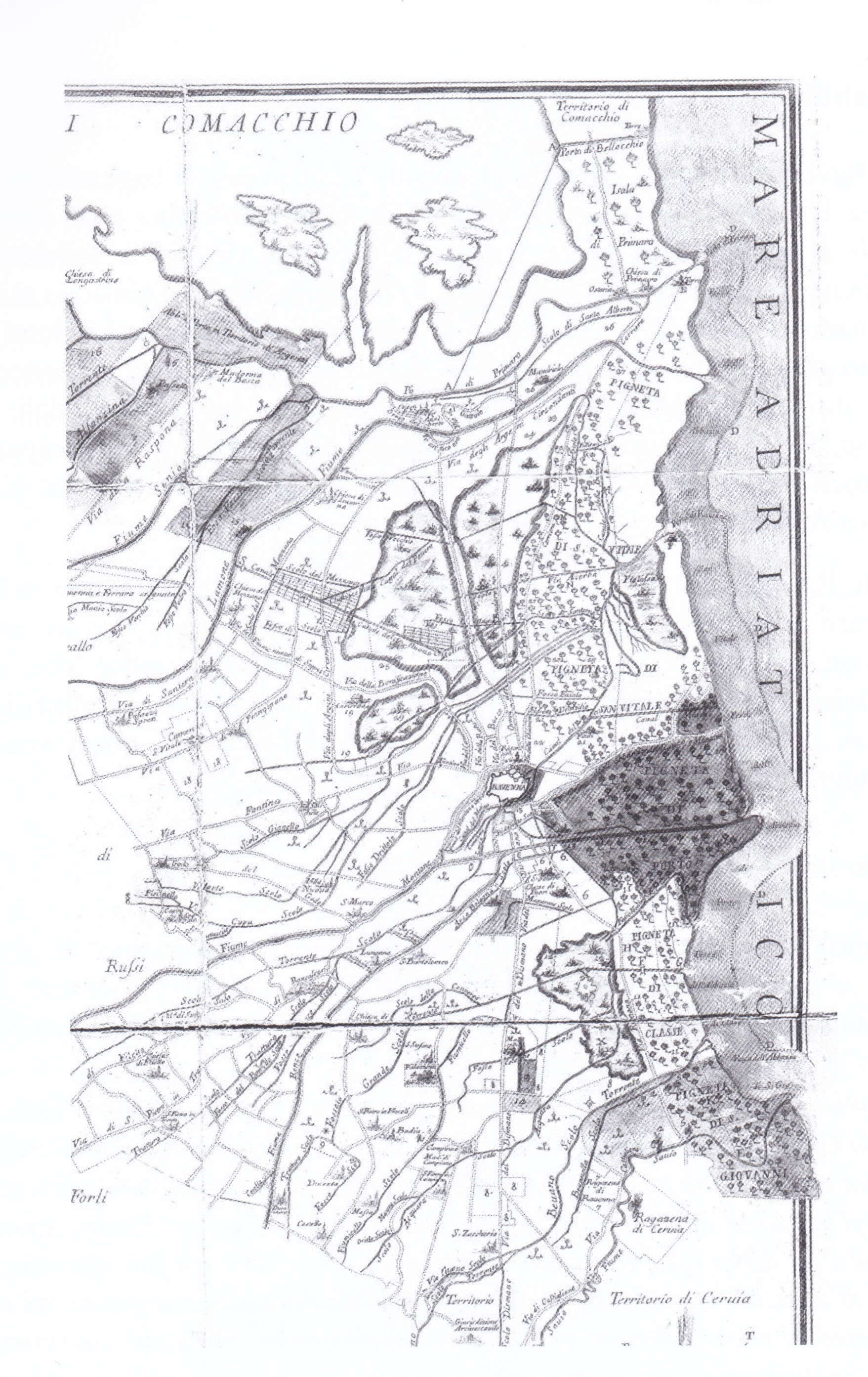
Giuseppe Guarini, Carta del territorio di Ravenna (1770). Fino al XIX secolo la zona costiera compresa tra i fiumi Lamone (a nord) e Savio (a sud) fu suddivisa tra i monasteri di San Vitale (tra il Lamone e il vecchio alveo dei Fiumi uniti), S. Maria in Porto (tra il vecchio alveo dei Fiumi uniti e il Candiano), Classe (tra il Candiano e il Bevano) e San Giovanni (tra il Bevano e il Savio).

Tra il VII e il IX secolo il continuo apporto di materiali alluvionali, sia padani che appenninici, comportò la formazione, lungo il litorale tra Ravenna e Cervia, di ampi campi di dune marittime. Nell'anno Mille tra Ravenna e il mare vi era una striscia di terra potenzialmente fertile ma che non produceva niente. I monaci delle abbazie presenti sul territorio vi impiantarono l'unica specie arborea in grado di essere sfruttata commercialmente in un terreno così sabbioso: il pino domestico. I semi dei pini, i pinoli, sono commestibili e ricchi di proteine. Si formarono quattro grandi pinete, affidate ciascuna alla cura di un monastero o un'abbazia: le pinete di San Vitale; di San Giovanni; di Classe e di Cervia. Dal XVI al XVIII secolo attraversarono una fase di espansione continua e costante (grazie anche a condizioni climatiche particolari): la loro superficie passò da 1.800 ettari a settemila, per una lunghezza di oltre trenta chilometri e una profondità di alcuni chilometri. Risale al 25 agosto 1509 il primo documento in cui è presente il pino domestico nello stemma di Ravenna. Nel XVIII secolo inoltrato il naturalista Francesco Ginanni rilevò che le quattro pinete si estendevano su una superficie di circa 7.400 ettari senza soluzione di continuità, dall'alveo del fiume Lamone, a nord ﬁno a Cervia.
La soppressione degli ordini religiosi, con la conseguente confisca dei loro beni, decretata dai francesi (che occuparono Ravenna nel 1796) fu la causa dell'inizio del degrado dell'ambiente naturale delle pinete: non più curate dai monaci delle abbazie, divennero fondi rurali da vendere al miglior offerente. Nel 1798, per necessità finanziarie, la Pineta di Porto Fuori venne venduta a una società ravennate, la Società Baronio, che ne distrusse gran parte. Nel 1822 papa Pio VII diede in enfiteusi perpetua, a fronte del pagamento di un canone annuo di circa 5.000 lire, la spiaggia tra i fiumi Lamone e Savio, la cui superficie consisteva in circa 5000 ettari e si estendeva dalla Pineta al mare, a un privato, il conte Giacomo Paolucci di Forlì, con l'obbligo contrattuale di bonificare i terreni e coltivarli, «e di aiutare infine la popolazione, favorendo i braccianti». Il conte Paolucci non rispettò gli accordi contrattuali: non operò alcuna bonifica delle porzioni di pineta che, col passare del tempo, emergevano a seguito del ritiro del mare. Si impossessò di relitti di mare e abbatté parte di una pineta confinante, impedendo inoltre agli abitanti di esercitare il diritto di pascolo e di uso del legno. Dal 1823 il Comune di Ravenna iniziò quindi una contesa che durò 70 anni. Nel 1836 le tre porzioni rimaste furono date in enfiteusi dal Governo pontificio alle Canoniche Lateranensi di San Pietro in Vincoli e di San Lorenzo fuori le mura in Roma. Attorno alla metà del XIX secolo fu la volta della Monaldina (parte della pineta di San Vitale). Nel 1873 il Comune di Ravenna divenne unico proprietario della pineta. Da allora gli abbattimenti, invece che fermarsi, proseguirono. In quell'anno una stima accertò che la superficie boschiva si era ridotta a 4781 ettari. 
Tra il 1874 e il 1879 venne pubblicato un piano regolatore e furono eseguiti dei lavori di conservazione. Nel 1879-80, complice il rigido inverno, il bosco fu tagliato per ricavare legna da ardere. Il Consiglio municipale dovette bonificare parte della pineta, che si ridusse a 3000 ettari. Ancora più consistenti furono i disboscamenti per usi militari: la richiesta di legname comportò il completo abbattimento della pineta di San Giovanni (nel 1892) e di gran parte di quella di Cervia (circa 450 ettari disboscati nel 1900), con mutilazioni anche nel bosco di Classe e nella parte settentrionale di quello di San Vitale. Nel 1904 vennero rivendicati dal Governo circa 200 ettari di terreno (cioè gli arenili tra il Canale del Molino e il Lamone e la spiaggia di Porto Corsini). L’anno successivo, in seguito all’acquisizione da parte dello Stato di ulteriori 282 ettari circa, il Ministro Luigi Rava, in collaborazione col Ministro Giovanni Rosadi, a sostegno della difesa dell’importanza storica e artistica della Pineta di Ravenna, presentò un disegno di legge con la proposta di dichiarare inalienabili i terreni facenti parte della transazione tra il Demanio pubblico e gli eredi Pergami-Belluzzi e ulteriori terreni confinanti, a scopo di rimboschimento. Nel 1905 il disegno di legge divenne la Legge 16 luglio 1905, n. 411 e già nell’autunno dello stesso anno venne avviato il rimboschimento di circa 200 ettari di terreno. 
Dopo l'approvazione della legge nacquero le pinete litoranee di Pinarella di Cervia, Lido di Classe e di Marina di Ravenna. L'essenza botanica principale di queste nuove pinete è il pino marittimo, più snello del pino domestico e dai pinoli più piccoli. Oggi occupano una superficie complessiva di circa 850 ettari.

Oggi si possono osservare due fasce di pinete: una a qualche km dalla costa (pineta millenaria, pini domestici) ed una lungo il litorale (pineta centenaria, di pini marittimi).
Dopo la seconda guerra mondiale le pinete millenarie sono state aggredite dall'uomo, che ha strappato ampie porzioni boschive per convertirle in terreni edificabili. Oggi le due pinete storiche ricomprese nel comune di Ravenna, quella di San Vitale e quella di Classe, si estendono su una superficie di circa 2.000 ettari.  

## Aree protette
Pinete a gestione statale
- Riserva naturale Pineta di Ravenna, che copre un'area di 709 ettari[8], che comprende la Pineta di Bellocchio (IT4060003), parte della pineta di Casal Borsetti e la pineta Staggioni presso Marina Romea (ZSC-ZPS IT4070005), la pineta Ramazzotti[9] e la pineta presso Lido di Classe (ZSC-ZPS IT4070009). La flora dell'ecosistema della pineta è costituita da pino domestico, pino marittimo, leccio, biancospino, agazzino, prugnolo, rovo, crespino, pungitopo, asparago pungente, mentre la fauna è composta da saettone, tortora selvatica, assiolo, succiacapre, picchio rosso maggiore, lodolaio, vespertilio di Daubenton, puzzola, istrice, daino.

Pinete a gestione comunale
- Parte della pineta di Casal Borsetti (ZSC-ZPS IT4070005) circa 50 ettari;
- Pineta di San Vitale (ZSC-ZPS IT4070003), 1.100 ettari. Nel Medioevo appartenne all'abbazia ravennate omonima, quando la sua estensione era di 6.000-7.000 ettari. Oggi occupa un'area a levante della strada Romea. È la più grande pineta dell'Emilia-Romagna, nonché la seconda più estesa d'Italia. La pineta è un bosco misto, dove al pino si affiancano diverse latifoglie, il leccio e la roverella nelle parti più aride delle paleodune, la farnia e il pioppo bianco in condizioni intermedie, frassino ossifillo e ontano nero nelle bassure periodicamente allagate. La fauna è particolarmente ricca: tra i mammiferi si trovano piccoli nuclei di capriolo, poi volpe, tasso, istrice, puzzola, scoiattolo; tra gli uccelli sono presenti falco pecchiaiolo, lodolaio, gufo comune, allocco, picchio rosso maggiore.
- Pineta di Punta Marina (ZSC-ZPS IT4070006);
- Pineta di Classe (ZSC-ZPS IT4070010). Ha un'estensione di 900 ettari, e anch'essa deve il nome a un'abbazia omonima. La pineta ospita diverse specie arboree, tra cui leccio, la farnia, il carpino bianco e ovviamente il pino domestico. Interessanti sono le forme vegetali nei pressi delle radure e delle zone allagate.

Tutte le pinete sono classificate zona speciale di conservazione e zona di protezione speciale.

## Nella letteratura e nell'arte

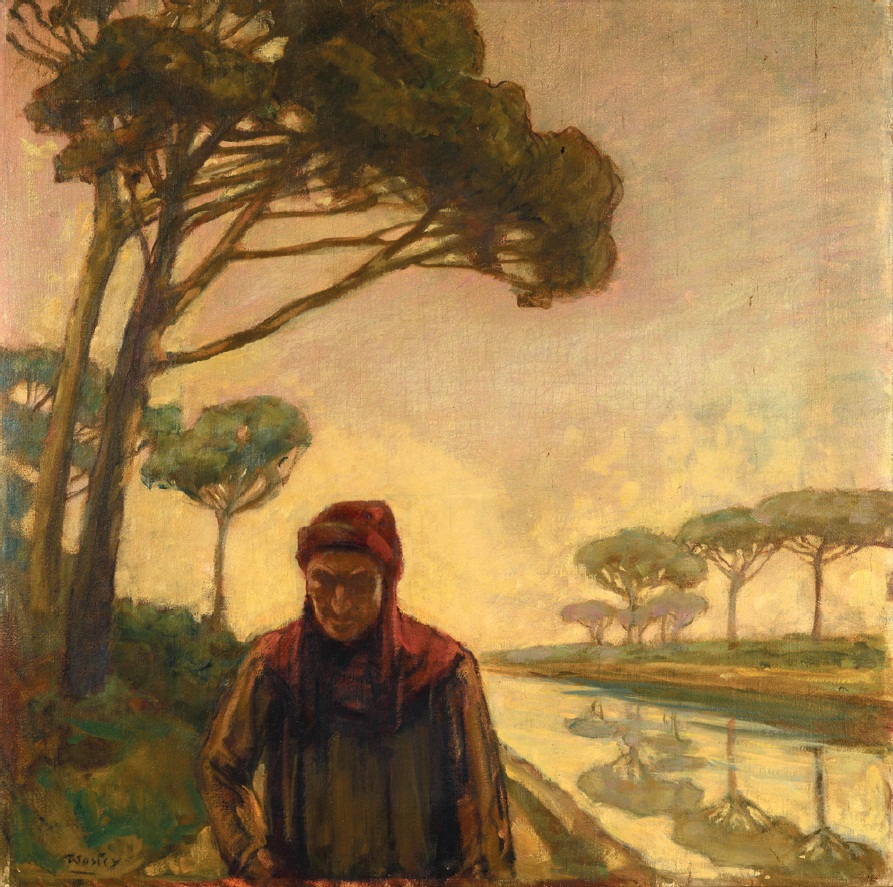
Dante in pineta, Carlo Wostry, 1908

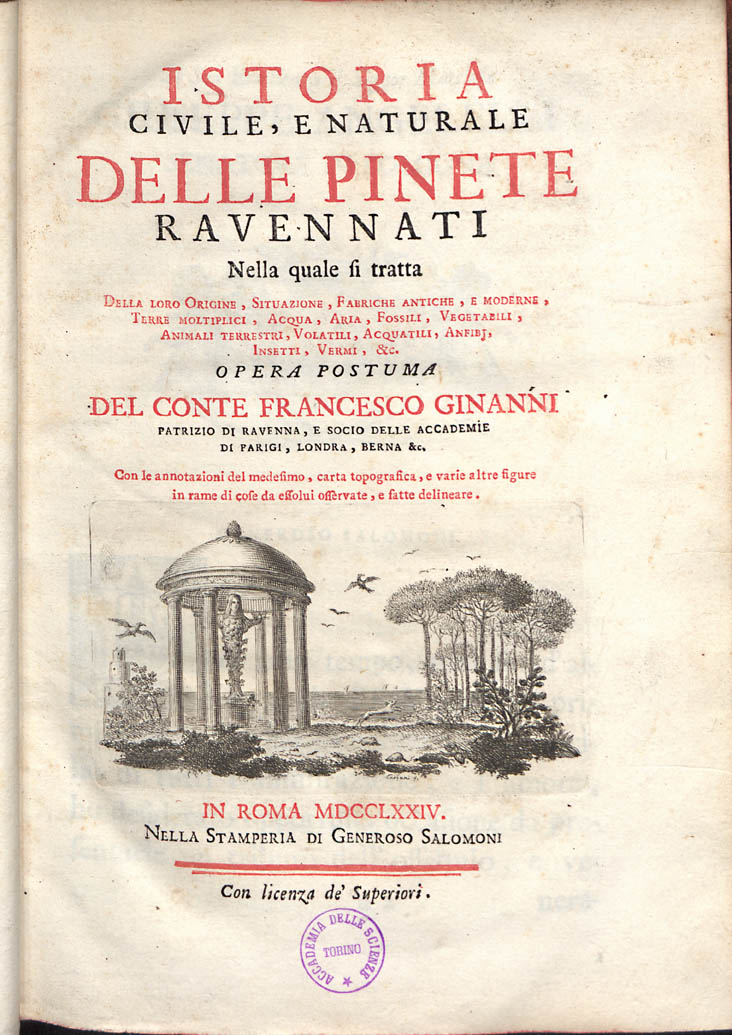
Istoria civile e naturale delle pinete ravennati, 1774

La Pineta di Ravenna è citata dai seguenti letterati:
- Giovanni Boccaccio, nella celebre novella di Nastagio degli Onesti (VIII della Quinta giornata) del Decamerone;
- Jacopo Landoni, che scrisse un poemetto in sei libri dedicato alla pineta;
- Giovanni Pascoli così la descrisse in Romagna (non la versione più celebre, contenuta in Myricae, ma una precedente contenuta in Poesie varie):

per grida atroci o per melodie sante:/

in quella selva s'agita il poema/

sacro di Dante»
- Autori locali, come Francesco Ginanni, Eugenio Guberti e Santi Muratori, hanno citato la pineta di Ravenna nelle loro opere.

La pineta ha ispirato pittori e incisori:
- Domenico Miserocchi (1862-1917);
- I fratelli Alessandro e Vittorio Guaccimanni (vissuti a cavallo tra XIX e XX secolo);
- Giannetto Malmerendi (1893-1968).